# 씬 시티: 다크히어로의 부활
《씬 시티: 다크히어로의 부활》(Sin City: A Dame to Kill For) 또는 프랭크 밀러의 씬 시티 : 다크히어로의 부활(Frank Miller's Sin City: A Dame to Kill For)은 2014년 공개된 미국의 네오누아르 범죄 스릴러 앤솔러지 영화로 2005년에 개봉한 《씬 시티》의 속편이며, 프랭크 밀러와 로버트 로드리게스가 공동 감독과 밀러가 각본을 맡았고, 밀러의 신 시티 시리즈의 두 번째 원작을 배경으로 하였다.

## 배역
- 미키 루크 - 마브[1]
- 제시카 알바 - 낸시 캘러헌[2]
- 조시 브롤린 - 드와이트 맥카시[3]
- 조셉 고든 레빗 - 조니(Johnny)[4]
- 로사리오 도슨 - 게일[1]
- 브루스 윌리스 - 존 하티건[5]
- 에바 그린 - 아바 로드[6]
- 파워스 부스 - 로어크 상원 의원[7]
- 데니스 헤이스버트 - 마누트[8]
- 레이 리오타 - 조이[9][10]
- 스테이시 키치 - 월랜퀴스트[11]
- 제이미 킹 - 골디, 웬디[12]
- 크리스토퍼 로이드 - 크로닉(Kroenig)[13][14]
- 제이미 정 - 미호[12]
- 제레미 피번 - 밥[9][10]
- 크리스토퍼 멜로니 - 모트[9][15]
- 주노 템플 - 샐리[9][10]
- 머르톤 초카스 - 데이먼 로드[16]
- 주드 치코렐라 - 리보이츠
- 줄리아 가너 - 마시(Marcie)[17][9]
- 레이디 가가 - 베르타(Bertha)[18]
- 알렉사 베가 - 질다(Gilda)[19]
- 패트리시아 보네 - 달라스(Dallas)